# 朱兆林
朱兆林（1907年—2003年），男，四川平昌人，中华人民共和国军事人物，中国人民解放军少将，曾任北京军区空军政治部主任。